# Neal Foulds
Neal Robert Foulds (* 13. Juli 1963 in Perivale, London) ist ein ehemaliger professioneller englischer Snookerspieler.

## Karriere
Neal Foulds ist der Sohn des ehemaligen Snookerprofis und Funktionärs Geoff Foulds. Mit elf Jahren begann er mit dem Snooker und entwickelte sich weiter bis zum englischen U19-Meister. Mit 20 Jahren wurde er Profi und konnte sich sofort für das WM-Turnier qualifizieren, bei dem er ins Achtelfinale kam. Bereits nach der ersten Saison war er unter den Top 32 der Snookerweltrangliste.
In den folgenden drei Jahren arbeitete er sich stetig nach oben, bis er hinter Steve Davis und Jimmy White der drittbeste Snookerspieler der Welt war. Zweimal beim Grand Prix (1984 und 1986) und einmal bei der Weltmeisterschaft 1987 erreichte er das Halbfinale, bei der UK Championship und den British Open erreichte er das Finale und beim BCE International gewann er 1986 den ersten Titel bei einem Ranglistenturnier. Es sollte sein einziger großer Turniersieg bleiben.
Im Jahr darauf blieben die großen Erfolge aus, trotzdem verteidigte er mit einer soliden Leistung und dem Viertelfinale bei der WM seinen dritten Ranglistenplatz. Er gewann das Debüt des Dubai Masters, was als Einladungsturnier keine Ranglistenpunkte brachte. Ebenfalls erfolgreich war er mit Steve Davis und Jimmy White zweimal hintereinander für England im Team-Weltcup.
Die nächsten beiden Jahre erwiesen sich als schwierige Zeit mit mehreren Erstrundenniederlagen, die ihn aus den Top 16 warfen; bis 1992 konnte er sich jedoch wieder auf Position 5 verbessern. In wichtigen Turnieren kam er bis unter die letzten Acht und beim Masters erreichte er das Halbfinale. Dazu gewann er 1992 den Pot Black Cup und das Scottish Masters als Einladungsturniere.
Mit dem Erreichen des 30. Lebensjahres hatte er den Höhepunkt seiner Karriere überschritten. 1994 erreichte er mit dem Halbfinale beim Masters ein letztes Mal ein Topresultat bei einem Major-Turnier, bis 1997 konnte er sich noch in den Top 32 halten. Danach blieb er noch weitere sieben Jahre Profi, bevor er sich 2004 nicht mehr qualifizieren konnte und seine Karriere beendete.
Nach seiner aktiven Zeit wechselte Foulds auf die Seite der Berichterstatter. Er kommentierte für die BBC Topturniere wie die Weltmeisterschaft und die UK Championship. Auch für andere Sender wie Sky Sports und Eurosport ist er als Snooker-Kommentator tätig. Unter anderem war er beim German Masters 2015 in Berlin, wo er mit Jimmy White live aus der „kleinen Arena“ des Tempodrom für Eurosport-UK kommentierte und Interviews führte.